# Endococcus verrucosporus
Endococcus verrucosporus är en lavart som beskrevs av Alstrup 1994. Endococcus verrucosporus ingår i släktet Endococcus, klassen Dothideomycetes, divisionen sporsäcksvampar och riket svampar.   Inga underarter finns listade i Catalogue of Life.